# Trichophysetis microspila
Trichophysetis microspila is een vlinder van de familie van de grasmotten (Crambidae), uit de onderfamilie van de Glaphyriinae. De wetenschappelijke naam van deze soort is voor het eerst voorgesteld als Crasigenes microspila door Edward Meyrick in een publicatie uit 1894.
De soort komt voor in Indonesië (Sambawa).